# 特殊作戦司令部 (フランス軍)
特殊作戦司令部（とくしゅさくせんしれいぶ、Commandement des opérations spéciales、略称: COS）はフランス軍の機関のひとつ。湾岸戦争後にフランス4軍の特殊部隊を調整・統合運用することを目的に創設された。

## 概要
特殊作戦司令部は、フランス国防省のもと、陸・海・空、国家憲兵隊の四軍の特殊部隊を各水準段階ごと指揮下に置き、統合参謀総長（CEMA）の指令で行動する。任務内容は多岐にわたり、広範囲な任務に従事する総合的調整組織として機能している。

## 歴史
COSが創設された背景に、旧植民地においての反乱、紛争処理などに追われていたフランス情勢があるといえる。19世紀末、コモロ連邦共和国（現、コモロ連合）がフランスの保護領となったが、1975年に独立した。しかし、独立後も反乱と政権転覆が相次いで発生し、コモロ国内は不安定な情勢にあった。1992年に、その治安維持のためにフランスは第1海兵落下傘連隊を派遣した。同連隊が現地で活動するにあたり、任務遂行上、派兵などを統括する組織の必要性を考えたフランスは、陸･海･空それぞれの特殊部隊を統合する司令部（GCOS）を創設するにいたった。同年6月、GCOSの設立を提唱していたモーリス・ルパージュ陸軍中将を司令官としてフランス特殊作戦司令部（COS）が誕生する。
その後、COSは1992年のソマリア内戦や1993年にはルワンダ内戦において、PKOに参加した。その後、1997年にはザイール内戦でのフランス人救出作戦で活躍した。アフリカ以外でも、欧州ではボスニア内戦で1993年及び1998年に、PKOに参加している。

## 沿革
- 1992年6月24日：特殊作戦司令部が創設される。

## 第1段階

### 陸軍
- 特殊作戦旅団
  - 特殊作戦航空分遣隊
  - 第1海兵落下傘連隊
  - 第13竜騎兵落下傘連隊

### 海軍
- フュージリア海兵作戦コマンド（Force maritime des fusiliers marins et commandos（通称: FORFUSCO））
  - 海軍コマンド
    - コマンドー・ユベル
    - コマンドー・ジョベール
    - コマンドー・トレペル
    - コマンドー・ド・モンフォール
    - コマンドー・ド・ペンフェント

### 空軍
- 空軍第10落下傘コマンドー
- 空軍特殊作戦団

以上第1段階までが直轄部隊である。
以下はそれぞれの組織の隷下にあるが、段階の必要に応じて部隊を派出させる。

## 第2段階

### 陸軍
- 第11落下傘旅団落下傘コマンドーグループ／潜入情報行動コマンドー - 11BP GCP/CRAP
- 第17工兵落下傘連隊

### フランス国家憲兵隊
- 国家憲兵隊特殊介入群 
  - 国家憲兵隊治安介入部隊
  - 国家憲兵隊空挺介入中隊
  - 国家憲兵隊大統領保安群

## 第3段階

### 陸軍
- 第11落下傘旅団
- 情報旅団
  - 旅団偵察隊
  - 第54通信連隊
- 落下傘戦闘工兵隊
- 第27山岳歩兵旅団選抜偵察隊